# 설탕 둘 프림하나 가래 한 덩이
설탕 둘 프림하나 가래 한덩이는 2006년에 제작된 단편 영화이다.

## 줄거리
외모에 대한 편견으로 왕따를 당하는 한 여성의 이야기를 그린 단편 영화이다.

## 연출 의도
외모에 대한 편견으로 사회적 차별을 당하는 여성의 모습을 그린 단편 영화이다.